# 妹背の滝

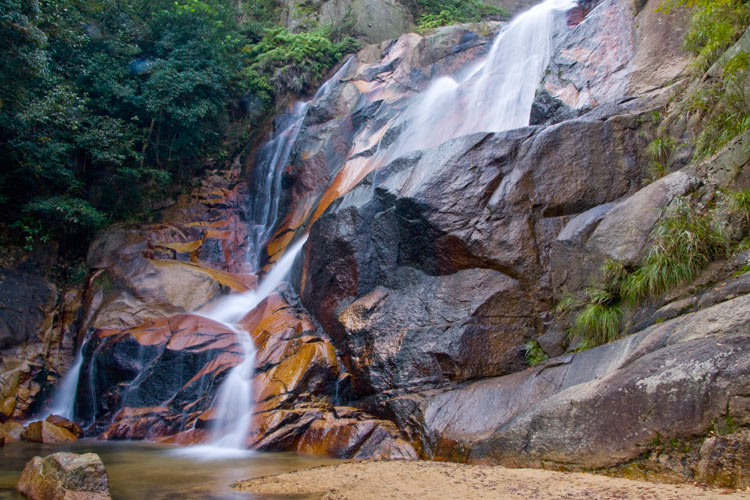

妹背の滝（いもせのたき）は広島県廿日市市大野（旧大野町）にある滝である。

## 概要
大頭神社境内を抜けるようにして過ぎ、小さな滝見台から雌滝（めんだき、落差約50m）、さらにその奥に滝壷付近が広場になっている雄滝（おんだき、落差約30m）がある。古くから夫婦滝として親しまれている。

## 交通アクセス
広島岩国道路大野料金所下車、右折後県道289号線を100mほど行けば大頭神社に到着。駐車場はあるが、数が少ない。
座標: 北緯34度17分47秒 東経132度16分00秒 / 北緯34.29625度 東経132.26664度